# Zdeňka Blišťanová
Zdeňka Blišťanová (* 5. srpna 1964 Jeseník) je česká politička, od roku 2020 zastupitelka Olomouckého kraje, od roku 2018 starostka města Jeseník. V předchozím volebním období zastávala pozici 1. místostarostky. V minulosti pracovala jako učitelka a později ředitelka základní školy v České Vsi. Členkou zastupitelstva v Jeseníku je od roku 2013. V roce 2018 založila hnutí Jeseník srdcem, se kterým vyhrála podzimní komunální volby. Od roku 2015 je členkou TOP 09.

## Vzdělání a profese
Své mládí prožila v obci Stará Červená Voda na Jesenicku v učitelské rodině. Její otec byl ředitel na základní škole, matka učitelka. Po složení maturitní zkoušky na Gymnáziu Jeseník nastoupila na Pedagogickou fakulty Univerzity Palackého v Olomouci, obor Učitelství pro 1. stupeň. V roce 2010 složila bakalářskou zkoušku opět na Univerzitě Palackého v Olomouci, obor Školský management.
Po úspěšném absolvování vysoké školy (titul Mgr.) nastoupila v roce 1987 jako učitelka na Základní škole v České Vsi a na této pozici zůstala téměř 20 let. V roce 2005 začala vykonávat funkci zástupkyně ředitele, o tři roky později se stala i ředitelkou. Školu vedla až do roku 2014 a během šestiletého působení dosáhla významných úspěchů, když například zdvojnásobila počet dojíždějících žáků z okolních obcí nebo na škole zavedla výuku matematiky podle profesora Hejného jako jedna z prvních v Olomouckém kraji.

## Politická kariéra
Poprvé kandidovala v komunálních volbách v roce 2010 jako nezávislá na kandidátce TOP 09. Do zastupitelstva zvolena nebyla a skončila jako první náhradnice. Zastupitelkou se stala v roce 2013, když její stranický kolega odstoupil ze své funkce pro nedostatek času.
V roce 2014 opět kandidovala jako nezávislá za TOP 09. Do zastupitelstva byla tentokrát zvolena, když získala téměř 700 preferenčních hlasů. Po volbách vznikla koalice ANO, TOP 09, ODS, KDU-ČSL, Nezávislí–Jeseník a Občané Jesenicku. Vznikající spolupráci narušil skandál kolem lídra kandidátky TOP 09 Radka Brnky, který měl zpronevěřit peníze z bytového fondu. Radek Brnka se rozhodl ze všech funkcích odstoupit a Blišťanová, dvojka na kandidátce, se tak stala místostarostkou města.
V roce 2016 kandidovala ve volbách do krajského zastupitelstva v Olomouckém kraji za TOP 09. Přestože na Jesenicku strana strana 5,75 % hlasů, tak v celém kraji však získala pouze 4,05 % a nepřipadl ji tak ani jeden mandát.
V roce 2017 kandidovala do Poslanecké sněmovny na 2. místě kandidátky TOP 09. Strana však ani tentokrát v Olomouckém kraji neuspěla a se ziskem 3,24 % hlasů zůstala nezískala za v tomto regionu ani jeden mandát. Po neúspěšných volbách se konal sjezd TOP 09, kde bylo zvoleno nové vedení TOP 09. Blišťanová se stala členkou výkonného výboru strany.
Po odstoupení starosty Adama Kalouse (ANO) a neúspěšné volbě jeho nástupce v této funkci, vykonávala Blišťanová od února 2018 do května 2018 pozici zastupující starostky i místostarostky současně. V květnu se novou starostkou stala Jana Konvičková (ANO).
V komunálních volbách v roce 2018 kandidovala za sdružení Jeseník srdcem na prvním místě kandidátky. Sdružení ve volbách dostalo 41,55 % hlasů a získalo tak 13 z 25 míst v zastupitelstvu města. Následně vytvořilo koalici s hnutím PRO Jeseník a Blišťanová se stala novou starostkou města Jeseník.
V krajských volbách v roce 2020 byla z pozice členky TOP 09 zvolena zastupitelkou Olomouckého kraje, a to na kandidátce subjektu „Spojenci – Koalice pro Olomoucký kraj (KDU-ČSL, TOP 09, Strana zelených, ProOlomouc)“. Ve volbách v roce 2024 obhájila z pozice členky TOP 09 mandát zastupitelky Olomouckého kraje, a to na kandidátce subjektu „Spojenci24 s vámi (KDU-ČSL, TOP 09, Strana zelených, Nestraníci)“.
Ve sněmovních volbách v roce 2025 kandiduje ze 4. místa kandidátní listiny koalice SPOLU v Olomouckém kraji.

## Práce na radnici
Jako místostarostka má na starosti finance, sociální politiku nebo školství.
Mezi její úspěchy patří založení Rady seniorů a Rady studentů, což jsou orgány, které zpracovávají požadavky určitých skupin obyvatel a pak je komunikují vedení města. Za město navázala spolupráci s Vysokou školou v polské Nyse, vypracovala novou koncepci bydlení a připravila projekt pocitových map, který dal možnost občanům rozhodnout o dalším vývoji města.